# Plan de Allende
Plan de Allende är en ort i Mexiko.   Den ligger i kommunen Tres Valles och delstaten Veracruz, i den sydöstra delen av landet, 300 km öster om huvudstaden Mexico City. Plan de Allende ligger 50 meter över havet och antalet invånare är 340.
Terrängen runt Plan de Allende är mycket platt. Runt Plan de Allende är det ganska tätbefolkat, med 139 invånare per kvadratkilometer. Närmaste större samhälle är Corral de Piedra, 10,6 km sydväst om Plan de Allende. Trakten runt Plan de Allende består till största delen av jordbruksmark.